# Andrij Kurajew
Andrij Wadymowycz Kurajew (ukr. Андрій Вадимович Кураєв, ros. Андрей Вадимович Кураев, Andriej Wadimowicz Kurajew; ur. 19 grudnia 1972) – ukraiński piłkarz, grający na pozycji bramkarza.

## Kariera piłkarska

### Kariera klubowa
W 1989 rozpoczął karierę piłkarską w drużynie rezerwowej Szachtara Donieck, a w 1992 debiutował w podstawowym składzie. Latem 1994 został piłkarzem Nywy Tarnopol, skąd w 1997 przeszedł do Metałurha Donieck. W latach 1998–1999 ponownie bronił barw Szachtara Donieck, po czym wrócił do Metałurha Donieck. Na początku 2002 został wypożyczony do Kubania Krasnodar. Potem występował w klubach Worskła Połtawa, Krywbas Krzywy Róg, Zoria Ługańsk i Olimpik Donieck. Latem 2005 powrócił do Krywbasa Krzywy Róg, w którym zakończył karierę piłkarską.

## Sukcesy i odznaczenia

### Sukcesy klubowe
- wicemistrz Mistrzostw Ukrainy: 1994, 2002